# ゾンビスクール!
『ゾンビスクール!』（原題: Cooties）は、2015年のアメリカ合衆国のホラーコメディ映画。イライジャ・ウッドが製作総指揮と主演を務め、ジョナサン・マイロットとキャリー・マーニオンが監督を、リー・ワネルとイアン・ブレナンが脚本を務めた。
アメリカ合衆国では、2014年1月18日のサンダンス映画祭でプレミア上映が行われた後、2015年9月18日に限定公開とビデオ・オン・デマンドが開始された。

## ストーリー
小説家を目指してニューヨークに出たものの、早々に夢をあきらめたクリントは実家に戻り、母校の小学校で臨時教員として務め始める。しかし初日から生徒たちにはなめられ、同僚の教員たちはかつての同級生・ルーシーを除いて変わり者が多く、クリントはなかなか打ち解けられずにいた。
そんな中、子供たちの大好きな給食の時間でチキン・ナゲットを食べた1人の女子生徒が突如ゾンビに変貌する。そのゾンビに襲われた生徒たちも次々とゾンビへ変わり果て、教員や大人たちに襲いかかってきた。
難を逃れたクリントたち教員は感染を逃れた2人の生徒を保護してすぐさま学校を閉鎖すると、ボールやシンバル、ホッケースティックなど、校内のありとあらゆるもので完全武装し、キッズゾンビとの戦いに挑む。

## キャスト
クリント
演 - イライジャ・ウッド、日本語吹替 - 浪川大輔
本作の主人公。小説家を目指していたが早々に夢を諦め、母校の小学校で臨時教師（担当教科は国語）として務め始める。しかし馴れない教師生活に悪戦苦闘する。武器はアイスホッケーのスティック。
ウェイド
演 - レイン・ウィルソン、日本語吹替 - 若本規夫
体育教師。ゾンビたちから逃れた教師たちの中でリーダー役を担う。ルーシーの恋人で、彼女のかつての同級生であるクリントを一方的にライバル視している。
学校脱出時はクリントに自分の愛車を託して学校に残り、単身ゾンビに挑む。終盤でハタチ・リックと共に生還し、ゾンビたちを一網打尽にする。
ルーシー
演 - アリソン・ピル、日本語吹替 - 七緒はるひ
クリントのかつての同級生。母校でずっと教師を務めており、教師生活に馴れないクリントのことを気にかけている。
トレイシー
演 - ジャック・マクブレイヤー、日本語吹替 - あべそういち
美術教師。軟弱な性格。終盤でゲイであることをカミングアウトする。武器は数本のフォーク等で作成した特製フレイル。
ダグ
演 - リー・ワネル、日本語吹替 - 坂田明寛
理科教師。感情をあまり表に出さない性格。武器は特製スタンガン。
レベッカ
演 - ナシム・ペドラド、日本語吹替 - 土井真理
社会科教師。ヒステリックな性格で、学校内でのゾンビ騒動に教師たちの中では一番パニックを起こしている。武器はシンバル。
シムズ
演 - イアン・ブレナン、日本語吹替 - 山本兼平
副校長。自己中心的な性格。ゾンビ化した児童たちに襲われ死亡。
リック
演 - ホルヘ・ガルシア、日本語吹替 - 中林俊史
用務員。裏で覚醒作用のあるキノコを摂取しており、キリンの幻覚を見ることがある。
今回のゾンビ騒動をあまり理解できていなかったが、終盤で生還したウェイド・ハタチと共にクリントたちと合流した。
タマラ
演 - モーガン・リリー
生徒たちがゾンビ化する中で感染を逃れた女子児童。校庭でゾンビたちに襲われそうだったところをバルコニーにいたクリントたちに助けを求め、難を逃れる。
ゾンビたちから逃げる最中、傷を受けたものの、感染するのは思春期前の子供だけであり、彼女自身は初潮を迎えていたため、最初にかすり傷を受けたクリントと共に感染を免れた。
カルヴィン
演 - アルマーニ・ジャクソン
クリントが務めるクラスの男子児童。糖尿病を患っている。クリントの授業をまともに受けている数少ない生徒。
生徒たちがゾンビ化していく中、一人図書室でテスト勉強に励んでいたために感染を逃れ、最初にクリントたちに助けられる。
ハタチ
演 - ピーター・ウォン、日本語吹替 - 宮崎敦吉
守衛。物語中盤でクリントたちと合流し行動を共にする東洋人。格闘術に長けており、カンフーや棒術を得意とする。
学校脱出時はクリントたちを先に校内から脱出させ、肉弾戦で単身ゾンビに挑み、リック・ウェイドと共に生還する（エンドクレジット後では校内のゾンビたちを全滅させた彼の姿が見られる）。